# الدوري البرتغالي الدرجة الثانية 1967–68
الدوري البرتغالي الدرجة الثانية 1967–68 (بالبرتغالية: II Divisão de 1967–68‏) هو موسم من الدوري البرتغالي الدرجة الثانية. فاز فيه U.F.C.I. Tomar ‏.